# Sparbu Station
Sparbu Station ( stasjon) er en jernbanestation på Nordlandsbanen, der ligger ved byområdet Sparbu i Steinkjer kommune i Norge. Den består af et spor, en perron med et læskur og en tidligere stationsbygning.
Stationen åbnede 15. november 1905, da banen blev forlænget fra Verdal til Sunnan. Oprindeligt hed den Sparbuen, men den skiftede navn til Sparbu 15. januar 1910. Den blev nedgraderet til trinbræt 24. oktober 1977 men var fortsat bemandet indtil 1. december 1980.
Stationsbygningen blev opført i 1902 efter tegninger af Paul Armin Due. Den er udført med en stueetage i mursten og en overbygning i træ. Den blev solgt fra i 1997.